# Pellaea breweri
Pellaea breweri es una especie de helecho de la familia botánica Pteridaceae. Se encuentra en el oeste de los Estados Unidos, donde crece en hábitat rocosos, tales como acantilados y laderas de montañas.

## Descripción
Pellaea breweri crece a partir de una ramificación de color marrón rojizo con rizoma cubierto de escamas similares a pelos. Cada hoja tiene hasta 20 o 25 centímetros de largo. Se compone de un raquis brillante de color marrón  llenas de volantes muy espaciados entre sí. Los foliolos de color verde pálido varían en forma de lanza, en forma de diamante, triangular o con forma de pala, y a veces profundamente divididos en lóbulos, o en dos hojas más pequeñas. Los bordes de cada segmento se enrollan. El esporangios se encuentran en los bordes.

## Taxonomía
Pellaea breweri fue descrita por Daniel Cady Eaton y publicado en Proceedings of the American Academy of Arts and Sciences 6: 555. 1865.